# Peter Rittig

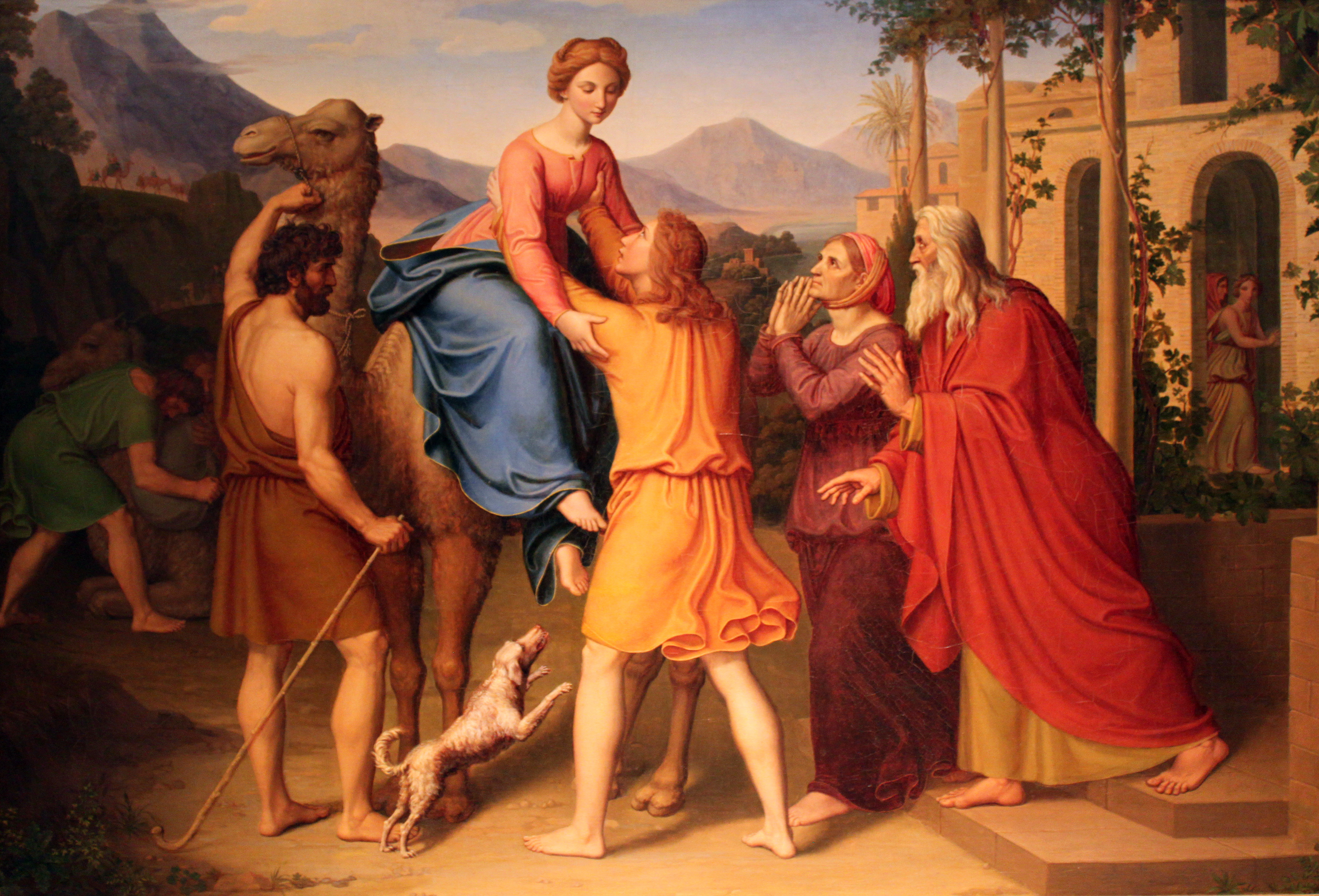
Peter Rittig: Tobias empfängt Sara vor dem Haus seiner Eltern (1824), Germanisches Nationalmuseum

Peter Rittig (* 1789 in Koblenz; † 14. August 1840 in Rom) war ein deutscher Maler.

## Leben
Vor 1808 ging Rittig einer Ausbildung in Berlin nach, um 1808 bis 1816 einem Studium an der École des Beaux-Arts und im Atelier von Jacques-Louis David in Paris. Ab 1816 war er wohnhaft in Rom, im Künstlerkreis um Johann Friedrich Overbeck, 1821 wurde er Mitglied des von Julius Schnorr von Carolsfeld und seinen Künstlerfreunden Johann Friedrich Overbeck, Carl Begas und Peter von Hess gegründeten Komponiervereins für sakrale Kunst. 1824 war Rittig mit den Gemälden Ruhe auf der Flucht, Der barmherzige Samariter und Ankunft der Vermählten des jungen Tobias an der römischen Ausstellung deutscher Künstlern in der Via Margutta beteiligt, an der u. a. auch Moritz Daniel Oppenheim beteiligt war. Von 1824 bis 1830 und 1838 nahm Rittig an der Berliner Akademie-Ausstellung teil. Er wirkte vor allem als Historien- und Genremaler.

## Werke (Auswahl)
- Porträt Napoleons, 1808, Öl/Lw, Verbleib unbekannt (Berlin, PrAdK)
- Der jugendliche Issel auf seinen Studienfahrten, um 1813–1815, Öl/Lw, 72 × 59 cm, Berlin, Privatbesitz
- Perikles und Anaxagoras, 1816, Öl/Lw, Verbleib unbekannt (Berlin, GStA PK)
- Kopie nach Raffael, 1816, Verbleib unbekannt (Cornill 1864, S. 52)
- Porträt des ehemaligen Botschafters Helfinger in Darmstadt, Verbleib unbekannt (Lohmeyer 1929, S. 146).
- Parabel der klugen und thörichten Jungfrauen, 1823[1]
- Flucht in Ägypten, 1824
- Himmelfahrt Christi, 1824, Altargemälde
- Tobias empfängt Sara vor dem Haus seiner Eltern, 1824, Germanisches Nationalmuseum
- Christus und Thomas, 1839, Öl, Stiftung „Großes Waisenhaus zu Potsdam“[2]
- Christus und Thomas, ursprünglich Garnison-Kirche Potsdam, um 1820 von Karl Friedrich Schinkel als Altargemälde in die Ev. Apostelkirche Münster/Westf. verbracht, seit 1945 verschollen.